# Golden Valley (Nevada)
Golden Valley – jednostka osadnicza w Stanach Zjednoczonych, w stanie Nevada, w hrabstwie Washoe.